# Víctor Cieslinskas Zinevicaite
Víctor Cieslinskas Zinevicaite   (Marijampolė, 27 d'octubre de 1922 - Montevideo, 19 de juny de 2007) fou un jugador de bàsquet uruguaià que va competir durant les dècades de 1940 i 1950.
Nascut a  Lituània, el 1929 es va traslladar a l'Uruguai amb els seus pares i el 1940 començà a jugar a l'equip l'Aguada de Montevideo, amb qui va guanyar la lliga uruguaiana de bàsquet 5 vegades, de 1941 a 1944 i el 1948. També jugà a l'equip Montevideo Vytis.
El 1948 va prendre part en els Jocs Olímpics de Londres, on fou cinquè en la competició de bàsquet. Quatre anys més tard, als Jocs de Hèlsinki, guanyà la medalla de bronze en la mateixa competició.